# Isabella d'Este

Isabella d'Este

Isabella av Este, född 18 maj 1474 i Ferrara, död 13 februari 1539 i Mantua, var markisinna av Mantua, gift med Francesco II Gonzaga. Hon var regent i Mantua i sin makes frånvaro 1509–1512, och regent som förmyndare för sonen Federico 1519–1521. 
Hon var dotter till Ferraras hertig Ercole I av Este och Leonora av Neapel och svägerska till Lucrezia Borgia genom sin bror, Lucrezia Borgias tredje make Alfonso av Este. Isabella d'Este var en framstående intellektuell och konstmecenat, och är känd som en av den italienska renässansens ledande personligheter. 

## Biografi

### Tidigt liv
Isabella var högt bildad. Hon studerade romersk historia, översatte grekiska och latin, diskuterade klassikerna och debatterade politik med ambassadörerna vid hovet. Hon var bekant med tidens berömda konstnärer, reciterade Virgilius och lärde sig spela luta av Giovanni Angelo Testagrossa, koreograferade danser och sjöng. 
Isabella förlovades med den 16 år gamla Francesco Gonzaga vid sex års ålder 1480. Under den tio år långa förlovningstiden mottog hon brev, poem och sonetter av honom och kom att bedöma honom som en gentleman, inte vacker men stark och tapper. Paret gifte sig 1490 och fick åtta barn.

### Livet i Mantua
Francesco var även general för Venedigs flotta och ofta frånvarande. Då Francesco år 1509 tillfångatogs och hölls som gisslan i Venedig, övertog Isabella makten i Mantua som regent och försvarade framgångsrikt dess självständighet mot attacker fram tills han frigivning 1512. Vid sin återkomst upptäckte Francesco att hennes goda vitsord som regent hade placerat hans egen prestige som regent i skuggan, och för att få henne på avstånd gav han henne tillåtelse till att ägna sig åt resor. 
Vid Francescos död 1519 blev Isabella Mantuas regent som förmyndare för sin son. Som sådan spelade hon en aktiv roll i den internationella politiken, lyckades göra Mantua till ett hertigdöme genom äktenskapspolitik för sonens räkning och göra sin yngre son till kardinal. 
Hon ansågs också visa stor diplomatisk skicklighet i sina underhandlingar med Cesare Borgia, som hade avsatt hertigen av Urbino, Guidobaldo da Montefeltro, som var gift med hennes svägerska och vän Elisabetta Gonzaga.
Hon prövade ut de nyaste modellerna för musikinstrument och samlade konst av Titian, Rafael och Da Vinci. Hon var också intresserad av mode och parfym. Isabella studerade arkitektur, agrikultur och industri för att förstå allmänhetens problem och följde som regent Machiavellis principer.

### Senare liv
År 1527 lämnade hon Mantua efter en konflikt med sin son och reste till Rom, som strax därefter plundrades av den kejserliga armén under Roms skövling (1527). 
Under plundringen blev hennes hem ett av de få byggnader som inte attackerades, då hennes son var medlem i den segrande armén, och huset förvandlades därmed till en tillflyktsort för omkring 2000 människor som flydde undan de härjande soldaterna. Bland dem hon hade gett asyl fanns den berömda Felice della Rovere. Då hon lämnade Rom lyckades hon åstadkomma en fri lejd ur staden för alla de människor som sökt skydd i hennes hus. 
Vid sin återkomst till Mantua grundade hon en skola för flickor och gjorde sin bostad till ett konstmuseum. Hon regerade sedan förläningen Solarolo i Romagna till sin död.

## Utmärkelser
Nedslagskratern D'Este på planeten Venus är uppkallad efter henne.